# Región de la Capital Nacional (Canadá)
La Región de la Capital Nacional (del inglés: National Capital Region); en francés: Région de la capitale nationale es la designación federal oficial de la ciudad de Ottawa (capital de Canadá, situada en la provincia de Ontario), la ciudad vecina de Gatineau (provincia de Quebec) y la zona circundante. Conocida también como Ottawa-Gatineau (y antiguamente como Ottawa-Hull), la Región de la Capital Nacional tiene una población total de 1.130.761 habitantes (2006), y se extiende por un área de 5.318,36 kilómetros cuadrados, en la frontera entre las provincias de Ontario y Quebec.
La Región de la Capital Nacional no es una jurisdicción política separada, aunque la Comisión de la Capital Nacional tiene una fuerte presencia en el ámbito cultural y político en las dos ciudades. Se ha propuesto separar la Región de la Capital Nacional de sus dos provincias respectivas y transformarla en una ciudad administrativa separada, como el Distrito de Columbia o el Territorio de la Capital Australiana, aunque nunca se han considerado seriamente ni parece que sean del interés de los políticos.
El área de la Región de la Capital Nacional es muy similar a la del Área Metropolitana Censal (AMC) de Ottawa-Gatineau, aunque es ligeramente mayor, pues contiene cierta cantidad de pequeñas comunidades vecinas que no están incluidas en el AMC.

## Municipios del Área Metropolitana Censal de Ottawa-Gatineau
| Municipio         | Población |
| Ontario           | Ontario   |
| ----------------- | --------- |
| Clarence-Rockland | 19.612    |
| Ottawa            | 808.391   |
| Russell Township  | 12.412    |
| Quebec            |           |
| Cantley           | 5.898     |
| Chelsea           | 6.036     |
| Gatineau          | 226.696   |
| La Pêche          | 6.453     |
| Pontiac           | 4.643     |
| Val-des-Monts     | 7.842     |

## Otros municipios de la Región de la Capital Nacional
Aunque, oficialmente, no están incluidos en el AMC, los siguientes municipios (la mayor parte de los cuales son contiguos al AMC) sí que están comprendidos en la Región de la Capital Nacional, debido a sus lazos económicos y sociales con Ottawa.
| Municipio                | Población |
| Ontario                  | Ontario   |
| ------------------------ | --------- |
| Alfred and Plantagenet   | 8.593     |
| Arnprior                 | 7.192     |
| Beckwith                 | 6,046     |
| Carleton Place           | 9.083     |
| Casselman                | 2.910     |
| Mississippi Mills        | 11.647    |
| North Dundas             | 11.014    |
| North Grenville          | 13.581    |
| North Stormont           | 6.855     |
| The Nation               | 10.599    |
| Quebec                   |           |
| L'Ange-Gardien           | 3.610     |
| Lochaber                 | 456       |
| Lochaber-Partie-Ouest    | 477       |
| Low                      | 852       |
| Montebello               | 1.039     |
| Notre-Dame-de-la-Salette | 706       |
| Papineauville            | 2.247     |
| Plaisance                | 1.004     |
| Thurso                   | (2.436)   |